# Vario LF3/2
Vario LF3/2 – typ czeskiego, dwukierunkowego, częściowo niskopodłogowego tramwaju, wytwarzanego od 2008 r. przez konsorcjum Aliance TW Team, które tworzoną firmy Pragoimex, Krnovské opravny a strojírny oraz VKV Praha.

## Konstrukcja
Tramwaj Vario LF3/2 wywodzi się konstrukcyjnie z jednokierunkowego trójczłonowego tramwaju Vario LF3. LF3/2 to ośmioosiowy, trójczłonowy, silnikowy wagon tramwajowy z 50% niskiej podłogi. Nadwozie opiera się na czterech dwuosiowych wózkach z podwójną amortyzacją. Zastosowano wyposażenie elektryczne TV Europulse (produkcji Cegelec) z ośmioma silnikami asynchronicznymi (każdy napędza jedną oś) z mikroprocesorowym systemem kontrolno-diagnostycznym CECOMM. Główne części wyposażenia elektrycznego umieszczono na dachu wagonu ponad częściami niskopodłogowymi. Tramwaj wyposażono w system informacji wizualnej i głosowej.
Szkielet wagonu składa się ze spawanych stalowych profilów, oba czoła wagonu wyprodukowano z tworzyw sztucznych (ich wygląd zaprojektował inż. arch. František Pelikán). Wysokopodłogowe części tramwaju znajdują się na obu końcach nadwozia ponad skrajnymi wózkami. Do wnętrza wagonu prowadzi czworo dwupłatowych drzwi odskokowych, umieszczonych po obu stronach nadwozia. W pierwszym członie znajduje się dwoje drzwi (pierwsze prowadzą do części wysokopodłogowej za kabiną motorniczego, drugie do niskopodłogowej), człony środkowy i tylny mają tylko jedne drzwi. Każde z drugich drzwi wyposażono w rozkładaną rampę dla wózków inwalidzkich i dziecięcych.

## Dostawy
| Państwo        | Miasto         | Typ            | Lata dostaw    | Liczba | Numery taborowe | Uwagi |       |
| -------------- | -------------- | -------------- | -------------- | ------ | --------------- | ----- | ----- |
| Czechy         | Ostrawa        | Vario LF3/2    | 2008–2011      | 3      | 1651–1653       |       | [ 3 ] |
| Łączna liczba: | Łączna liczba: | Łączna liczba: | Łączna liczba: | 3      |                 |       |       |